# 스테아린
스테아린(Stearin)은 무색의 백색 고체이다. 스테아르산에서 파생된 트라이글리세라이드이다. 대부분의 트라이글리세라이드는 적어도 2개의 지방산에서 비롯되지만 대부분이 3개의 각기 다른 지방산에서 비롯된다. 다른 트라이글리세라이드들처럼 스테아린은 3개의 동질이상으로 결정화가 가능하다. 스테아린의 경우 54 (α-form), 65, 그리고 72.5 °C (β-form)에서 녹는다.

## 이용
스테아린은 양초와 비누 제조에 쓰이는 경화제이다. 수산화 나트륨 용액을 물에 섞어서 글리세롤과 스테아르산 나트륨을 생성한다.
C3H5(C18H35O2)3 + 3 NaOH → C3H5(OH)3 + 3 C18H35OONa

## 같이 보기
- 양초
- 비누
- 스테아르산